# العملاق غورغ
العملاق غورغ هو مسلسل أنمي تلفزيوني صدر عام 1984، ويتألف من 26 حلقة. أخرجه يوشيكازو ياسويكو، وأنتجته شركة صنرايز، عُرض على قناة تي في طوكيو.

## القصة
في عام 1990، ظهرت جزيرة على بُعد نحو ألفي كيلومتر جنوب شرق ساموا، وسُمّيت جزيرة أسترال الجديدة لقربها من جزيرة أسترال. وبسبب سر يتعلق بها، أخفت منظمة تُدعى غايل وجودها، رغم أنها لا تزال قائمة. وفي إطار هذا التعتيم، قُتل الدكتور تاغامي، أستاذ جامعي كان مهتمًا بالجزيرة.
أوصى الدكتور تاغامي ابنه يو بلقاء تلميذه السابق الدكتور ويف في نيويورك. بعد وصوله، يتعرّض يو وويف وشقيقته دوريس وكلبهما أرغوس لهجوم من منظمة غايل، ويتمكنون من الفرار بمساعدة سكيبر، صديق قديم لويف. بمساعدته، يتجهون إلى جزيرة أسترال الجديدة رغم العقبات.
هناك، يُنقَذ يو على يد روبوت يُدعى غورغ، يراه السكان حامي الجزيرة. ومن هنا، يبدأ يو وغورغ ورفاقهما رحلة لكشف أسرار الجزيرة والتصدي لـ غايل.دوريس ويف بدور كازومي أمييا

## طاقم الشخصيات
- يو تاغامي بدور مايومي تاناكا

- دوريس ويف بدور كازومي أمييا
- الدكتور ويف بدور كيتون يامادا
- سكيبر بدور ماساو إيمانيسي
- رود بالبوا بدور شويتشي إيكيدا
- ليدي لينكس بدور غارا تاكاشيما
- مانون بدور ميتسوو جونجي
- أروي بدور أسامي موكايدونو
- سارة بدور ناومي جينبو (1-7)، ويوكو ساساكي (8-26)
- روي بالبوا بدور يوزورو فوجيموتو
- صموئيل جوتو بدور ماسايوكي كاتو
- بم بدور كوجي توتاني
- سام بدور شونسكي تاكاميا
- زينون بدور بين شيمادا
- أودونيرو بدور دايسكي غوري
- تومينيكو بدور فوميهيكو تاتشيكي
- البروفيسور تاغامي بدور كويتشي تشيبا
- الدكتور هيكيرو بدور ماساهارو ساتو
- هوتسوماتسوا بدور ماسانوبو أوكوبو
- جيف بدور ميتسوأو سندا
- ديفي بدور سابورو كامي

## الإصدار
في عام 2001، أعلنت بانداي عن إطلاق فرع جديد باسم صنرايز كلاسيك أكشن، وكان من المفترض أن يشمل أنمي جاينت غورغ، لكن المشروع أُلغي لاحقًا.
في عام 2015، أعلنت شركة ديسكوتيك ميديا عن ترخيصها لسلسلة الأنمي لإصدارها في أمريكا الشمالية على أقراص دي في دي. وفي 3 أغسطس 2024، أعلنت الشركة عن إعادة إصدار السلسلة على بلو-راي خلال عام 2024.